# Brauli Solsona i Ronda
Brauli Solsona i Ronda (València, 12 d'agost de 1896 - Le Kremlin-Bicêtre, 26 de març de 1981) fou un periodista i polític valencià, governador civil d'Alacant i València durant la Segona República Espanyola.

## Biografia
Militant de jove en el Partit d'Unió Republicana Autonomista, el 1910 es traslladà a Barcelona, on hi treballà com a redactor dels diaris El Progreso, El Día Gráfico, El Noticiero Universal i La Publicidad, on va conèixer Andreu Nin i Joan Comorera. Això, juntament amb la seva participació en les tertúlies del Cafè Continental (amb Miquel Duran i Tortajada) i del cafè Lyon d'Or (amb Pompeu Gener i Babot i Santiago Rusiñol), i la influència de Carlos Esplá Rizo i Juli Just i Gimeno el van fer anar abandonant a poc a poc el blasquisme per acostar-se a les postures més esquerranes i valencianes. Així en els anys 1920 es va afiliar al Partit Republicà Radical Socialista i col·laborà amb la Unió de Rabassaires, on va conèixer Lluís Companys.
Després de la proclamació de la Segona República Espanyola fou secretari adjunt de Lluís Companys al govern civil de Barcelona. Des del seu càrrec va revisar el Fitxer Lasarte, elaborat entre 1910 i 1930 per la patronal catalana i el govern civil que contenia les dades de dirigents obrers i sindicals que pretenien "eliminar". L'informe fou publicat en part a L'Opinió. Després fou secretari del nou governador civil, Carlos Esplá Rizo, i fins i tot ell mateix fou nomenat governador civil de la província de Burgos (novembre de 1931 - juny de 1932) i de la província de Huelva (juny de 1932 - maig de 1933), on va protagonitzar la detenció del general colpista José Sanjurjo Sacanell quan fugia a Portugal. També va crear una comissió multipartidària per tal d'investigar-ne els fets. Posteriorment, entre maig i setembre de 1933, fou governador civil de la província d'Alacant.
En 1935 ingressa al Partit Republicà d'Esquerra, secció catalana d'Izquierda Republicana i el febrer de 1936 és nomenat governador civil de la província de València. Els enfrontaments als carrers durant el cop d'estat del 18 de juliol de 1936 el van desbordar però es va mantenir en el càrrec fins al mes d'agost. Després va passar al Ministeri d'Estat i secretari a l'ambaixada a l'Equador.
En acabar la guerra civil espanyola es va instal·lar a Valrans (Erau) i després a París, on hi fou corresponsal d'El Noticiero Universal amb el pseudònim J. Rosal. També va publicar articles en català a Senyera, òrgan dels valencians a Mèxic, Vincle i Pont Blau. A França vas mantenir amistat amb Carles Riba i Josep Tarradellas, i durant els anys 1950 va tenir com a ajudant Josep Palau i Fabre.

## Obres
- El señor gobernador. Reportage anecdótico a través de tres gobiernos civiles (1934)
- Evocaciones políticas i periodísticas (1970)